# Chris Hamilton
Christopher „Chris“ Hamilton (* 18. Mai 1995 in Bendigo) ist ein australischer Radrennfahrer.

## Sportliche Laufbahn
Chris Hamilton war zunächst Mountainbiker, bevor er sich auf den Straßenradsport konzentrierte.
2016 wurde er australischer U23-Meister im Straßenrennen, gewann die Nachwuchswertung und wurde Achter der Gesamtwertung der Herald Sun Tour, beendete die Tour de Taiwan auf Rang sieben im Gesamtklassement und die Tour Down Under auf Rang vierzehn.
Zur Saison 2017 wechselte er zum UCI WorldTeam Sunweb und bestritt bei der Vuelta a España seine erste Grand Tour, die er auf Platz 121 beendete. Im Jahr darauf wurde er bei den australischen Meisterschaften Sechster im Straßenrennen der Elite. Bei der Tour Down Under wurde er Sechzehnter in der Gesamt- und Fünfter in der Nachwuchswertung, die Slowenien-Rundfahrt beendete er auf Rang 12. Zudem wurde er von seiner Mannschaft in den Kader für den Giro d’Italia aufgenommen, den er auf Platz 103 beenden konnte. Im weiteren Verlauf der Saison wurde er bei der Tour of Britain Neunter im Gesamtklassement.

## Erfolge
2015
- Australischer Meister – Kriterium (U23)

2016
- Australischer Meister – Straßenrennen (U23)
- Nachwuchswertung Herald Sun Tour

2019
- Nachwuchswertung Tour Down Under

## Grand-Tour-Platzierungen
| Grand Tour            | 2017 | 2018 | 2019 | 2020 | 2021 | 2022 | 2023 | 2024 | 2025 |
| --------------------- | ---- | ---- | ---- | ---- | ---- | ---- | ---- | ---- | ---- |
| Giro d’ItaliaGiro     | –    | 103  | 34   | 29   | 45   | 39   | –    | 36   | 47   |
| Tour de FranceTour    | –    | –    | –    | –    | –    | 37   | 46   | –    |      |
| Vuelta a EspañaVuelta | 121  | –    | –    | –    | 64   | –    | 63   | 68   |      |